# Bernardo de Monteagudo
Bernardo de Monteagudo fou bisbe de Saragossa entre els anys 1236 i 1239.
El 1233 va participar en el setge de Borriana, formant part del primer contingent que va partir de Terol.